# Królowa Czarnego Wybrzeża
Królowa Czarnego Wybrzeża (Queen of the Black Coast) – opowiadanie Roberta E. Howarda z gatunku magii i miecza opublikowane w maju 1934 roku w czasopiśmie „Weird Tales”. 
Jest częścią cyklu opowiadań fantasy tego autora, których bohaterem jest potężny wojownik ery hyboryjskiej – Conan z Cymerii. Treścią opowiadania są dzieje związku Conana z piękną królową piratów Bělit.

## Fabuła
Conan z Cymerii, służąc w armii królestwa Argos jako najemny żołnierz, popada w konflikt z tamtejszym wymiarem sprawiedliwości i musi ratować się ucieczką. Wdziera się na statek kupiecki płynący do Kush i skłania kapitana by przyjął go do załogi. Jednak w drodze, statek napadają czarnoskórzy piraci. Cała załoga statku ginie podczas rozpaczliwej walki, jedynie Conan samotnie odpiera ataki wrogów, którzy mimo przewagi liczebnej nie mogą dać mu rady. Jego siła i odwaga zwraca uwagę przywódczyni piratów - białej kobiety z Shem o imieniu Bělit. Wstrzymuje ona swoich piratów i proponuje Conanowi by przyłączył się do niej. Conan wyraża zgodę. Od tej pory zostają kochankami i razem biorą udział w łupieżczych wyprawach na wybrzeża Kush oraz Stygii. Całe wybrzeże drży przed nimi, Conan zyskuje wówczas przydomek Amra, czyli Lew. Pewnego dnia Bělit, decyduje się popłynąć w górę rzeki Zarkheba, zamieszkanej przez potwory, która wydziela trujące wyziewy i budzi lęk u żeglarzy oraz tubylców. Bělit liczy na to, że odnajdzie ruiny zaginionego miasta, gdzie zgromadzony jest skarb. Wkrótce załoga odnajduje skarb, tracąc kilku towarzyszy, jednak nie są sami w tym mieście. Zamieszkuje je tajemnicza istota z wyglądu przypominająca małpę. Jest to ostatni przedstawiciel gatunku rozumnych istot, które zamieszkiwały to miasto, zanim pojawili się na Ziemi ludzie. Istota ta pełniła funkcję szamana. Teraz dzięki swoim czarom, hipnotyzuje część załogi i obraca ich przeciwko reszcie. Conan w tym czasie oddalił się w poszukiwaniu wody i popadł w sen w wyniku działania narkotycznego lotosu. Kiedy przybył na miejsce zobaczył trupy ukochanej Bělit oraz części załogi. Pozostała część, nadal w stanie hipnozy, zaatakowała go, jednak Conanowi udało się ich pokonać. Wtedy skrzydlaty szaman osobiście go zaatakował, Conan byłby poległ, gdyby nie duch zmarłej Bělit, który pojawił się nieoczekiwanie i pomógł mu w walce. Conan zrozumiał wtedy jak wielka była miłość tej kobiety i przypomniał sobie jej słowa, które wyrzekła przed śmiercią.
„Nawet gdybym była martwa, a ty walczył o życie, pośpieszyłabym z otchłani..."
Conan pochował ją zgodnie z barbarzyńskim zwyczajem na okręcie, który puścił w samotny rejs w morze i podpalił.

## Publikacje
Pierwszy raz Królowa Czarnego Wybrzeża ukazała się drukiem w magazynie Weird Tales w maju 1934. W wersji książkowej opowiadanie to pojawiło się po raz pierwszy w zbiorku The Coming of Conan z 1954. 

## Adaptacje
Pierwszy komiks na podstawie Królowej Czarnego Wybrzeża został wydany w 1979. Jego scenariusz stworzył Roy Thomas, a rysunki – John Buscema. Komiks na podstawie Królowej Czarnego Wybrzeża został wydany w 2012 w ramach serii Conan the Barbarian. Autorem scenariusza jest Brian Wood, zaś rysunków – Becky Cloonan. 
W ramach cyklu Conan the Barbarian ukazały się ponadto dwie historie z udziałem Bělit, opisujące jej podróże z Conanem u boku.